# Barbro Olsson
Asta Barbro Olsson, född 4 december 1913 i Höganäs (Väsby församling), död 24 april 2001 i Höganäs, var en svensk författare och tidningsskribent.
Barbro Olsson föddes 1913 i Höganäs, där fadern arbetade som stationskarl. Efter sin uppväxt arbetade hon en tid som volontär på Helsingborgs Dagblad. Hon gifte sig och paret flyttade till Göteborg och sedan Kungälv. Där arbetade hon på Kungälvs bibliotek och under en tioårsperiod skrev hon kåserier och andra artiklar i Göteborgs-Posten.
Som pensionärer återvände makarna till Höganäs. Barbro Olsson blev nu en flitig krönikör i Helsingborgs Dagblad. Hon ägnade sig åt lokalhistorisk forskning och var en av redaktörerna för två böcker om Höganäs historia, Vårt gamla Höganäs (1986-1987), ett arbete som belönades med Höganäs kommuns kulturpris.
På 1990-talet gav hon så ut ett antal skönlitterära böcker, samtliga med motiv från gamla Höganäs:
- Elna Gruetös, del 1-3 (1991-1993). Om fattiga gruvarbetarfamiljer i början av 1900-talet.
- En gång för längesen (1994). Berättelse med dokumentära inslag om tiden efter första världskriget i brukssamhället Höganäs.
- Mitzi Makalös och Brazil Jack (1995). Kort ungdomsroman om cirkusen Brazil Jack.
- Arnbergs töser (1997). Berättelser om de små människorna, gruvarbetarna och den unga flickan Agnes som arbetar på Arnbergs skrädderi. Tiden är 1930-talet[5].
- Brytningstid (2000). Bygger på gruvingenjören Thomas Stawfords dagböcker om livet i Höganäs då brytningen av stenkol inleddes 1797.

Barbro Olsson medverkade också i antologin Tur och retur på minnenas spår (1998).